# Кидунда, Селеман
Селеман Кидунда (род. 1 января 1984) — танзанийский боксер. Участвовал Олимпийских играх 2012 года в Лондоне, где выступал в полусредней весовой категории (до 69 кг), но в первом же кругу турнира проиграл молдавскому боксёру Василию Белоусу. Так же участвовал в чемпионате мира по боксу в 2013 году в Алмате, играх содружества 2010 года в Дели и 2014 года в Глазго.